# Roetmaskertangare
De roetmaskertangare (Mitrospingus cassinii) is een zangvogel uit de familie Mitrospingidae. Deze familie werd op grond van onderzoek gepubliceerd in 2013 afgesplitst van deThraupidae (tangaren).

## Verspreiding en leefgebied
Deze soort telt 2 ondersoorten:
- M. c. costaricensis: Costa Rica en noordwestelijk Panama.
- M. c. cassinii: van centraal Panama door westelijk Colombia tot westelijk Ecuador.